# Mimathyma ambica
Mimathyma ambica ist ein in Asien vorkommender Schmetterling (Tagfalter) aus der Familie der Edelfalter (Nymphalidae).

## Merkmale
Die Flügelspannweite der Falter beträgt 50 bis 60 Millimeter. Die Art zeichnet sich durch einen deutlichen Sexualdimorphismus aus. Bei den Männchen ist der untere Bereich der Flügeloberseite stark blau irisierend, bei den Weibchen hingegen ohne Schiller. Beiden Geschlechtern gemeinsam ist die schwarzbraune Grundfarbe der Flügeloberseiten, das darauf befindliche weißliche Band, die weißen Flecke nahe am Apex der Vorderflügel sowie die kleinen weißen Punkte am Flügelsaum. Arttypisch ist die silberweiße bis eisgraue Farbe der Flügelunterseite, die von einem braunen Streifen, weißen Flecken sowie einem schwarzen Augenfleck unterbrochen wird. Der Saugrüssel ist gelb.

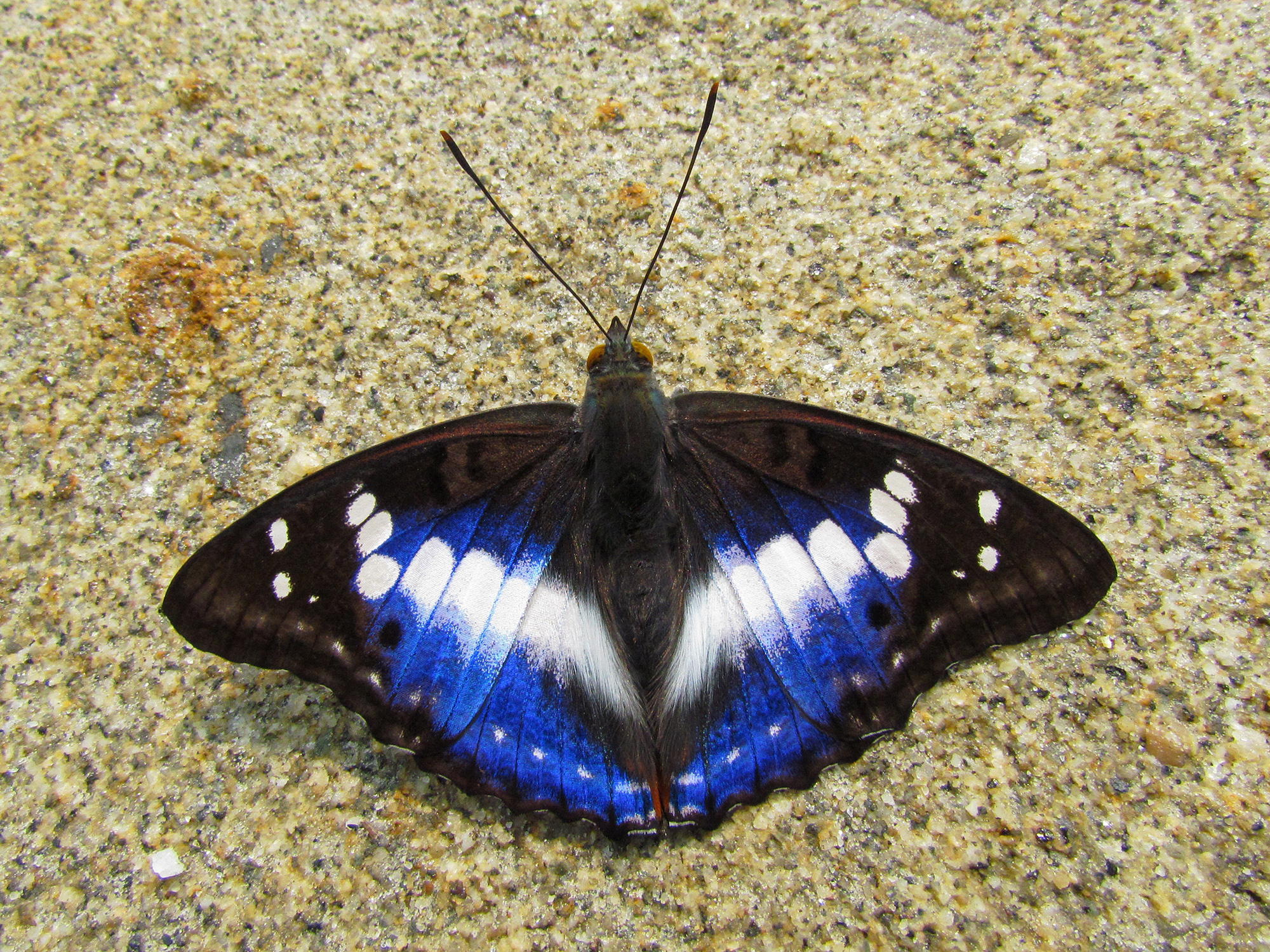
Männchen

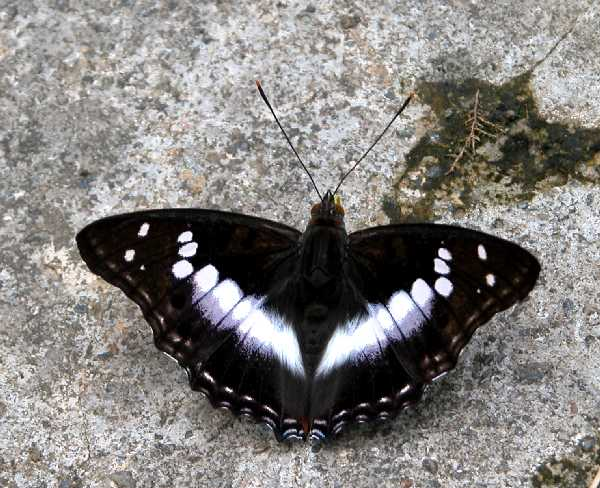
Weibchen

## Verbreitung, Unterarten und Lebensraum
Die Art kommt im Nordosten Indiens, in Bhutan, Myanmar, Thailand, Vietnam und auf Sumatra vor. In den einzelnen Vorkommensgebieten werden sechs Unterarten klassifiziert. Mimathyma ambica besiedelt in erster Linie tropische Regenwälder.

## Lebensweise
Die Männchen fliegen gerne in der Sonne in steinigen Gebieten und rasten zuweilen auf Felsen. Da sie sehr standorttreu sind, kehren sie nach Störungen meist an ihren Ursprungsort zurück. Sie saugen gelegentlich an feuchten Erdstellen oder Exkrementen, um Flüssigkeit und Mineralstoffe aufzunehmen. Die Raupen ernähren sich von den Blättern von Ulmengewächsen (Ulmaceae). Weitere Details zur Lebensweise der Art liegen derzeit nicht vor.